# 戦国武将シリーズ
『戦国武将シリーズ』（せんごくぶしょうシリーズ）は、1987年から1992年にテレビ朝日系「土曜ワイド劇場」と「火曜スーパーワイド」で放送されたテレビドラマシリーズ。全6回。主演は三田村邦彦、叶和貴子、宮崎美子、神田正輝。

別シリーズ名『大河ドラマパロディシリーズ』

## キャスト
第1作「独眼竜政宗ひょうきん連続殺人」（1987年）
- 平島章一（建設家） - 三田村邦彦
- 結城礼子（「週刊トップレディ」記者） - 高樹澪
- 宮尾（ホテル支配人） - 宮尾すすむ
- 早見昭義（大学助教授・伊達政宗研究家） - 山内賢
- 運転手 - 荒勢
- 小池（平島の同僚） - 三澤慎吾
- 礼子を襲った男 - 草川祐馬、寺島進
- タレント - 黒木香
- 一条寺（伊達政宗研究家） - 石橋蓮司
- 平島恵子（平島の妻） - 稲垣愛
- 仙台中央署刑事 - 名川貞郎、美角友亮
- 一条寺の部下 - 藤原益二
- 橘（借金取り） - 狩野勝之
- あゆみ - 清宮雅子
- 小十郎（タクシー運転手） - ガッツ石松
- 早見愛子（早見の妻） - 叶和貴子
- 林健樹、山本公子、藤井玲奈、黒沢ひろみ、メラニーAディヴィス

第2作「武田信玄なるほど連続殺人」（1988年）
- 小林勝人（新宿東署刑事） - 三田村邦彦
- 上田ルミ - 高樹澪（幼少期：井村翔子）
- 舞菊（池田屋の芸者） - 音無真喜子
- 上田フミオ（ルミの夫） - 丹波義隆（幼少期：市川浩）
- 玉菊（芸者） - 篠山葉子
- 看護師 - 市麻充子
- ジュンコ - 水島裕子
- 古屋（医師） - 江藤漢
- 上田茂（ルミの父） - 長谷川弘
- カワハラ（新宿東署刑事） - 山口仁
- 新宿東署署長 - 小笠原弘
- 住職 - 松尾文人
- 小林アユミ（小林の妹） - 浅川奈月
- 明子の父 - 芦屋小雁
- 明子の母 - 三島ゆり子
- マツナガ（極道） - 星野晃
- 上田の知人 - 永谷悟一
- ホテルの女将 - 北村たま江
- リキ（長野県警刑事） - 森川正太
- 山本勘太郎（山本勘助の末裔） - ガッツ石松
- 城戸明子（旅館「油屋」の女将の娘） - 叶和貴子
- 日向裕司、藍めぐみ、佐藤文裕、後藤貴子、松本誠一、天野裕美、一条竜二、藤理恵、今田正之

第3作「信長ふしぎ連続殺人」（1992年）
- 北川浩一（探偵） - 神田正輝
- 羽柴秀松（愛知県警警部） - ガッツ石松
- 脇田幸彦（清洲興産専務） - 平泉成
- 清洲信夫（清洲興産社長） - 藤田宗久
- 清洲信明（清洲興産常務） - 美角優介
- 黒崎（玲子の協力者） - 御木裕
- 脇田佳子（脇田の妻） - 水野あや
- ジョージ（観光ガイド） - 亜仁丸レスリー
- 弁護士 - 入江正徳
- ナミエ（クラブのママ） - 高都幸子
- 清洲信兼（清洲興産会長・信夫の父） - 穂積隆信
- 濃利子の息子 - 西谷卓統
- 香山玲子（清洲興産社長秘書） - 小田薫（幼少期：高山尚子）
- 清洲濃利子（信夫の妻・浩一の後輩） - 宮崎淑子
- 星出光彦、小田純平、相良武雄、桐山栄寿、太田和良、外山文孝、小島裕美、亀谷明美、白井晃、吉野智子、伊藤淳子、高畑さより

## スタッフ
- 脚本 - 柏原寛司、石川孝人、中村勝行、篠崎好
- 監督 - 原田雄一、土屋統吾郎、広瀬襄、吉田啓一郎、皆元洋之助
- 音楽 - 千野秀一、細井豊、篠崎正嗣
- プロデューサー - 藤原裕之、橋倉功、杉本宏、霜田一寿、依田正和
- 制作 - 朝日放送テレビ、東通企画

## 放送日程
| 回数 | 放送日         | タイトル                                                                    | 脚本     | 監督       | 視聴率 |
| ---- | -------------- | --------------------------------------------------------------------------- | -------- | ---------- | ------ |
| 1    | 1987年09月19日 | 独眼竜政宗ひょうきん連続殺人 人妻同行みちのく横断追跡行                     | 柏原寛司 | 原田雄一   | 23.6%  |
| 2    | 1988年05月21日 | 武田信玄なるほど連続殺人 事件は見合いの日に起った! 諏訪湖-川中島-上山田温泉 | 石川孝人 | 原田雄一   | 20.7%  |
| 3    | 1989年02月21日 | 女秘書・春日局別れていいとも旅 長良川温泉-養老の旅                          | 柏原寛司 | 土屋統吾郎 |        |
| 4    | 1990年01月30日 | 翔んでる女西郷どん びんびんグルメ戦争 男女混乱! 田原坂の血戦                | 中村勝行 | 広瀬襄     |        |
| 5    | 1991年09月21日 | 踊る太平記連続殺人 名流家元を狙う女たちの華麗な争い 鎌倉-足利-上州路        | 篠崎好   | 吉田啓一郎 | 16.7%  |
| 6    | 1992年10月17日 | 信長ふしぎ連続殺人 喪服の美人妻に謎の凶器! 日本ライン激流下りの死闘         | 中村勝行 | 皆元洋之助 | 11.8%  |